# Liste der Bodendenkmäler in Hückelhoven
In der Liste der Bodendenkmäler in Hückelhoven sind alle Bodendenkmäler der nordrhein-westfälischen Stadt Hückelhoven aufgelistet. Grundlage ist die Denkmalliste der Stadt. Die Nummerierung hier bezieht sich auf die laufende Nummerierung der amtlichen Liste.
| Denkmalliste Nr. | Kurzbeschreibung                | Ortsteil  | Bild |
| ---------------- | ------------------------------- | --------- | ---- |
| 1                | Schanze im Haller Bruch         | Ratheim   |      |
| 2                | Hangmotte                       | Ratheim   |      |
| 3                | Grabenanlage am Haus Blumenthal | Brachelen |      |
| 4                | Dammanlage am Haus Horrig       | Brachelen |      |
| 5                | Oberflächenfundplatz            | Rurich    |      |
| 6                | Wasserburg Haus Hall            | Ratheim   |      |
| 7                | Wasserburg Schloss Rurich       | Rurich    |      |
| 8                | Panzergraben Nähe Kaphof        | Hilfarth  |      |